# Gorani
I gorani (Горанци/Goranci) costituiscono un gruppo etnoreligioso slavo meridionale e slavo musulmano originario della regione montuosa di Gora.

## Geografia di Gora
Questa regione si estende a sud di Prizren e copre l'estremità più meridionale del Kosovo, la zona nord-occidentale della Macedonia del Nord (nella Sar Planina nei pressi di Tetovo) e un'area dell'Albania nord-orientale (in particolare Shishtavec, nella suddivisione amministrativa di Kukës).

## Lingua

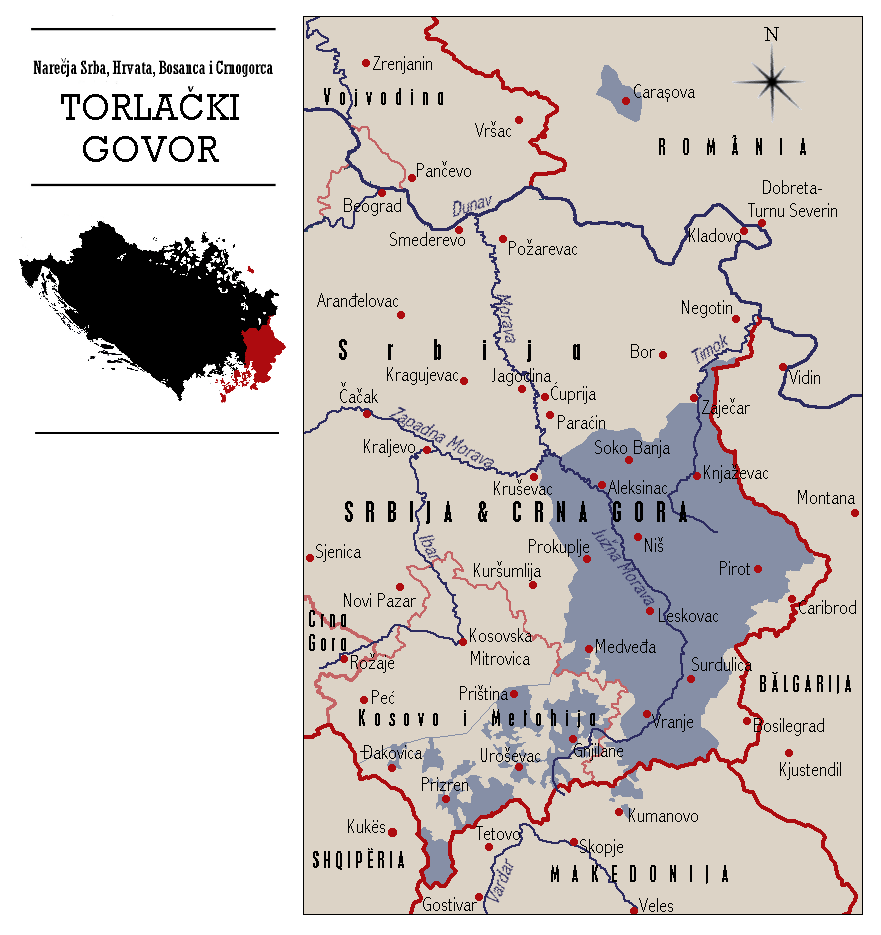
Distribuzione geografica del dialetto torlacco nell'ex Jugoslavia

I gorani parlano il Našinski, un dialetto torlacco. Alcuni intellettuali gorani definiscono la loro lingua come una forma di bulgaro, affine ad alcuni dialetti parlati nella Macedonia nordoccidentale. Molti gorani usano anche l'albanese e il serbo come seconda lingua. Stando al censimento jugoslavo del 1991, il 54,8% degli abitanti della municipalità di Gora dichiarò di parlare il gorani (da notare che al tempo i parlanti gorani coincidevano, con buona approssimazione, con chi si poteva considerare gorani per etnia).

## Politica e identità nazionale
Affini ai torbesci e ai bosgnacchi, i gorani si identificavano fino alla seconda metà del XX secolo semplicemente come slavi musulmani. Negli anni 1980 si ebbe una nascita del sentimento popolare gorani; tra la comunità emerse un sentimento nazionale e molti gorani decisero di non dichiarare più se stessi nei censimenti "musulmani per nazionalità" (categoria, questa, utilizzata per designare in Jugoslavia gli slavi musulmani). Alcuni gorani decisero di slavizzare i loro cognomi albanesi (per esempio, Ahmeti divenne Ahmetović).
L'identità nazionale dei gorani risulta ancora oggi problematica. Tale problema è percepito sia dai gorani stessi che dai gruppi etnici vicini. Va infatti precisato che più o meno tutti i loro vicini considerano i gorani come parte del loro popolo, pur riconoscendo l'esistenza di alcune differenze. I gorani medesimi sono divisi circa la possibilità di vedere se stessi come parte di un popolo più grande (serbo, bulgaro, bosgnacco o albanese) o come un popolo a sé stante. Molti serbi considerano i gorani come dei serbi convertiti all'Islam a seguito dell'arrivo degli ottomani nei Balcani. Altri li considerano degli albanesi di lingua slava. Del resto, nel 2004, durante alcuni disordini a Novi Sad, alcuni negozi di proprietà di gorani furono erroneamente devastati in quanto gli autori degli atti vandalici furono tratti in inganno dai cognomi albanesi dei proprietari.
Vista la loro particolare cultura (lingua slava e fede islamica) alcuni gorani si considerano bosgnacchi. Le affinità linguistiche hanno inoltre fatto pensare che si tratti di macedoni o di bulgari.
Da notare che molti gorani guardano con scettismo a questi tentativi di "fagocitazione" alla luce, in particolare, del fatto che finora poco si è fatto per promuovere lo sviluppo di Gora (che, ad oggi, resta la regione più povera dell'area).
L'avvento del nazionalismo albanese ha notevolmente peggiorato le relazioni tra gorani e albanesi in Kosovo.

## La diaspora gorani
Caratterizzata da una povertà cronica, la regione di Gora è da circa due secoli interessata da una consistente emigrazione maschile. Come risultato di questo processo, si ha oggi una forte diaspora: molti gorani vivono nella Serbia centrale (3.340 solo a Belgrado), in Voivodina (606), in Macedonia (specie nelle zone più occidentali), in Italia e in Turchia.

## Demografia

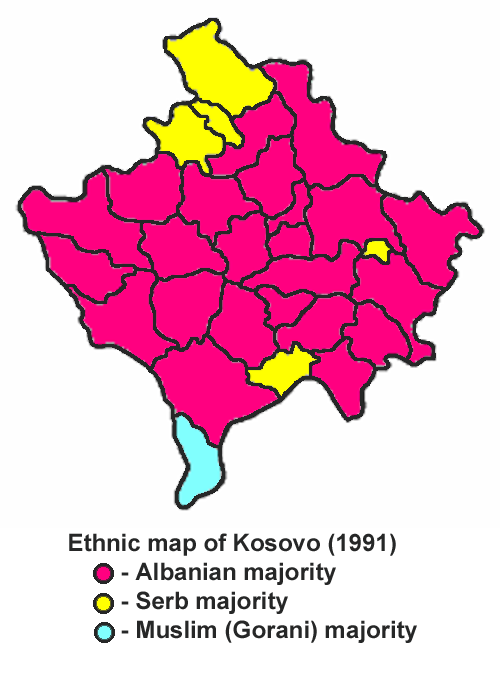
In blu, l'ex-municipalità di Gora, in Kosovo

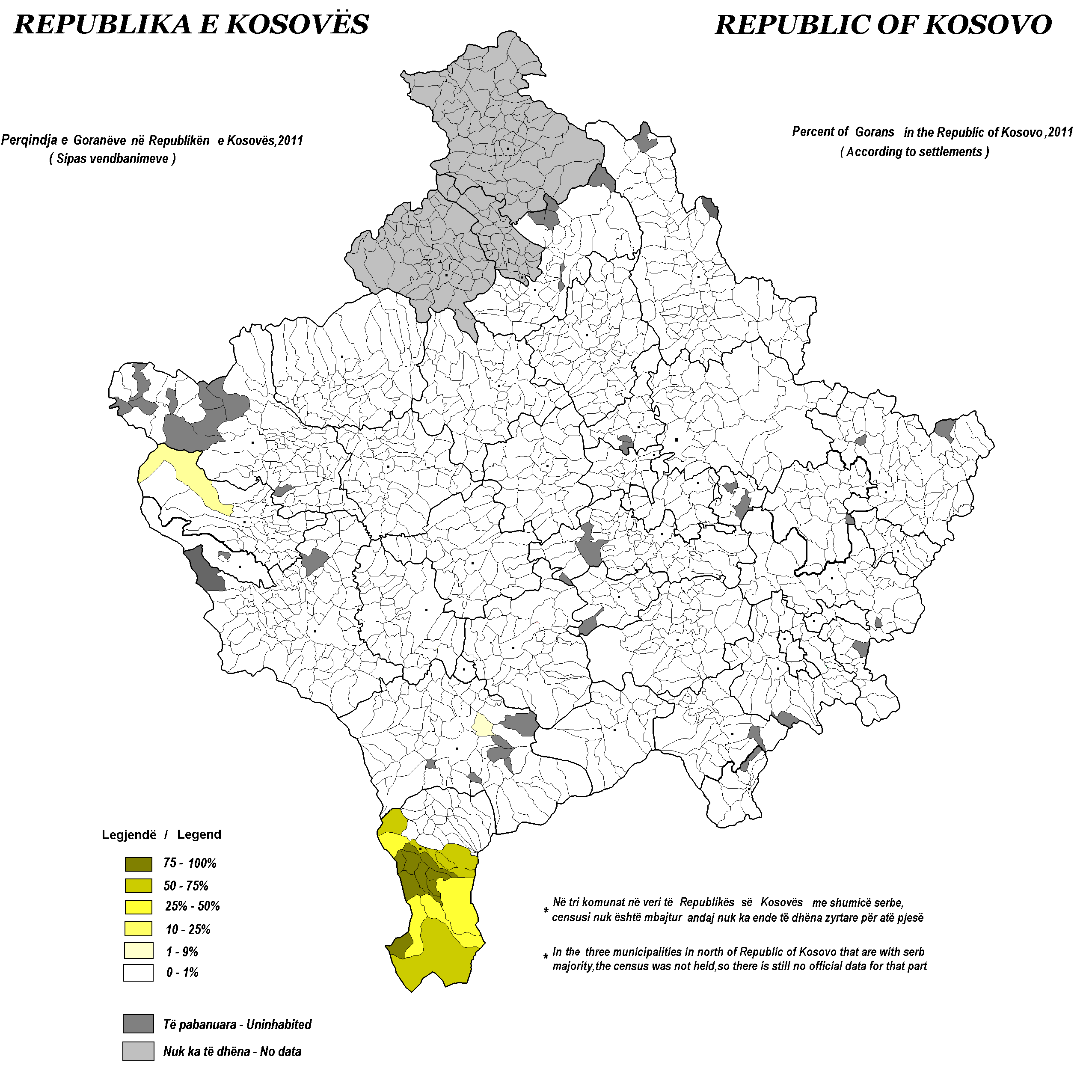
Aree occupate dai gorani nel 2011

Secondo il censimento del 1991, i gorani nella regione di Gora erano circa 16.000. I leader gorani stimano che, attualmente, ne siano rimasti solo 10.000. Le cause di questa diminuzione vanno individuate nella difficile situazione economica, nell'instabilità politica e nelle varie forme di discriminazione. 
Una parte di responsabilità va inoltre imputata all'ONU: l'amministrazione delle Nazioni Unite ha ridisegnato i confini all'interno del Kosovo, con il risultato per cui oggi non esiste una municipalità a maggioranza gorani. La vecchia suddivisione di Gora è stata infatti inglobata nella nuova suddivisione di Dragaš, dove i gorani sono una minoranza a fronte di una maggioranza di 20.000 albanesi.
Al di fuori del Kosovo esiste un'importante comunità gorani (per un totale di 11 villaggi) in Albania, nella regione di 
Kukës.
Si stima che, in totale, i gorani siano 35.000-60.000.

## Religione
I gorani abbracciarono l'Islam sunnita in seguito alle invasioni ottomane nei Balcani (secondo un'altra versione, invece, il passaggio dal cristianesimo all'Islam sarebbe antecenente all'arrivo degli ottomani).

## Galleria d'immagini

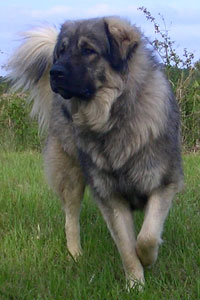
Il cane Šarplaninac, tipico della regione di Gora.